# Тихон (Фицджеральд)
Епископ Тихон (в миру Стивен Фицджеральд, англ. Stephen Fitzgerald; 14 ноября 1932, Детройт, штат Мичиган — 22 января 2023, Лос-Анджелес, штат Калифорния) — епископ Православной Церкви в Америке на покое, епископ Сан-Францисский и Западно-Американский.
Тезоименитство — 13 августа (святителя Тихона Задонского).

## Биография
Родился 14 ноября 1932 года в Детройте, штат Мичиган, США. 18 декабря того же года был крещён в лютеранство.
Учился в Колледже святого Олафа в 1952—1954 годах, затем окончил из Уэйнский университет в Детройте в 1958 году. В 1954—1957 годах служил в рядах армии США.
В сентябре 1960 года через миропомазание был принят в Православную Церковь в часовне Лакландской Базы Военно-Воздушных Сил (Lackland Air Force Base Chapel) священником Петром Золнеровичем. После этого он продолжил своё служение в вооружённых силах, уже как офицер, в 1960—1965 и 1966—1971 годах. В течение учебного 1965—1966 года учился в Свято-Владимирской духовной семинарии.
В декабре 1971 года епископ Димитрий (Ройстер) рукоположил его в сан диакона в Никольском соборе в Вашингтоне, после чего в 1972 году он был переведён в Лос-Анджелес, где служил в соборе во имя иконы Божией Матери «Взыскание погибших» диаконом, а затем протодиаконом.
В 1978 году епископ Аляскинский Григорий (Афонский) рукоположил его во пресвитера, после чего он становится вторым священником, а в декабре 1979 года — настоятелем данного собора. Оставался должности настоятеля и после избрания епископом.
В 1982 году по решению Священного Синода Американской Церкви был возведён в сан протоиерея.
Одновременно на епархиальном уровне отец Стефан долгое время состоял в совете Сан-Францисской епархии, был запасным епархиальным делегатом на совет митрополии и членом духовного суда епархии. В 1981—1984 годах служил благочинным Тихоокеанского Юго-Западного благочиния, после чего в течение двух лет был епархиальным секретарём.
12 марта 1987 на внеочередном собрании Епархии Запада, состоявшемся в Свято-Троицком соборе в Сан-Франциско, протоиерей Стефан был назван кандидатом на должность епархиального архиерея, после чего 17 марта того же года Священный Синод ПЦА избрал его епископом Сан-Францисским и Западно-Американским. К тому времени Епархия Запада состояла из двадцати восьми приходов и миссий в одиннадцати штатах Запада США.
Перед праздником Благовещения отец Стефан принял монашеский постриг с именем Тихон в Тихоновском монастыре в Саут-Кэйнане и был возведён в сан архимандрита в Лазареву субботу в Сан-Францисском храме Христа Спасителя епископом Иовом (Осацким), администратором Епархии Запада.
30 мая 1987 года в Свято-Троицком соборе в Сан-Франциско состоялась его архиерейская хиротония, которую совершили: митрополит всей Америки и Канады Феодосий (Лазор), епископ Далласский Димитрий (Ройстер), епископ Чикагский Борис (Гижа) и епископ Хартфордский Иов (Осацкий).
В результате разразившегося в 2005 году финансового скандала в ПЦА опубликовавший несколько обличительных писем в отношении линии митрополита Германа; отказался с послушанием принять требования последнего, призвавшего его воздержаться от подобной деятельности, «причиняющей скорбь епископам, клирикам и мирянам».
3 октября 2006 года на банкете в его честь, состоявшемся в рамках епархиальной ассамблеи, объявил о своём предстоящем уходе поста правящего архиерея.
25 октября 2006 года Священный Синод ПЦА принял решение почислить епископа Тихона на покой, начиная с 14 ноября 2006 года, что и было осуществлено.
Скончался 22 января 2023 года.

## Сочинения
- About Reverences
- Bishop’s Pastoral Letter on the New Revised Standard Version
- The Conciliar Celebration of the Divine Liturgy
- Conventions of Writing to a Hierarch
- Hierarchical Services (for Priests)
- A Letter of Instruction (II) on Liturgical Topics: The Holy Doors and the Curtain
- A Letter of Instruction (IV) on Liturgical Topics: Priest’s Headcoverings
- A Letter of Instruction on the Topic: Honoraria, Fees
- A Letter of Instruction (III) on the Topic: Evening Divine Liturgies
- Letter of Instruction #8: Hearing the Confessions of Priests and Hierarchs
- Letter of Instruction #9 on Two Topics: I. About Censing; II. Burial of Priests
- Letter of Instruction #10: The Reception of Heretic Clergy and Laity
- Liturgical Order #1 (Preliminary)
- On Church Singing
- On Second Marriages
- Protocol No. 139
- The Reception of Heretic Laity and Clergy into the Orthodox Church
- The Sacrament of Penance